# Anton Baumgärtner
Anton Baumgärtner (* 1815; † 1871 in Regensburg) war ein deutscher Lehrer und Heimatforscher.
Baumgärtner war von 1848 bis 1864 an der Gewerbeschule in Freising als Religions- und Realienlehrer tätig. 1864 wurde er als Professor an ein Gymnasium in Regensburg berufen.
Nachhaltige Verdienste erwarb sich Baumgärtner als Heimatforscher. Er veröffentlichte 1854 die von dem Benediktinerpater Karl Meichelbeck verfasste Historia Frisingensis neu und setzte sie um zwei Bände fort. Darin stellt er die Geschichte des Bistums von 1727 bis 1852 dar. In Freising ist eine Straße nach ihm benannt.

## Schriften
- Meichelbeck’s Geschichte der Stadt Freising und ihrer Bischöfe. Neu in Druck gegeben und fortgesetzt bis zur Jetztzeit. Datterer, Freising 1854, (Digitalisat).

| Personendaten    | Personendaten                       |
| ---------------- | ----------------------------------- |
| NAME             | Baumgärtner, Anton                  |
| KURZBESCHREIBUNG | deutscher Lehrer und Heimatforscher |
| GEBURTSDATUM     | 1815                                |
| STERBEDATUM      | 1871                                |
| STERBEORT        | Regensburg                          |